# Giacomo Bulgarelli
Giacomo Bulgarelli (ur. 24 października 1940 w Medicinie, zm. 12 lutego 2009 w Bolonii) – włoski piłkarz, pomocnik. Długoletni zawodnik Bologna FC.
Bologna FC była jego jedynym klubem. W Serie A rozegrał ok. 400 spotkań w latach 1958–1975. W 1964 zdobył scudetto, dwa razy sięgał po Puchar Włoch. W reprezentacji Włoch zagrał 29 razy i zdobył 7 bramek. Debiutował 7 czerwca 1962 w meczu ze Szwajcarią (podczas MŚ), ostatni raz zagrał w 1969 roku. Dwukrotnie grał na (Mistrzostwach Świata w Piłce Nożnej 1962, Mistrzostwach Świata w Piłce Nożnej 1966). W 1966 roku odniósł kontuzję w spotkaniu z Koreą Północną – nie można było wówczas dokonywać zmian - a Italia przegrała 0:1 co do dziś jest jedną z większych sensacji MŚ. W 1968 roku znajdował się w kadrze na zwycięskie dla Italii ME 68. Brał udział w IO 60.